# Komse
Als Komse (norwegisch) bezeichnet man eine Tragevorrichtung (Tragewiege), die von den Samen verwendet wird. Der nordsamische Name ist gietkka. Ähnliche Tragewiegen werden beispielsweise bei den indigenen Völkern Amerikas als Wiegenbrett (englisch Cradleboard) bezeichnet.

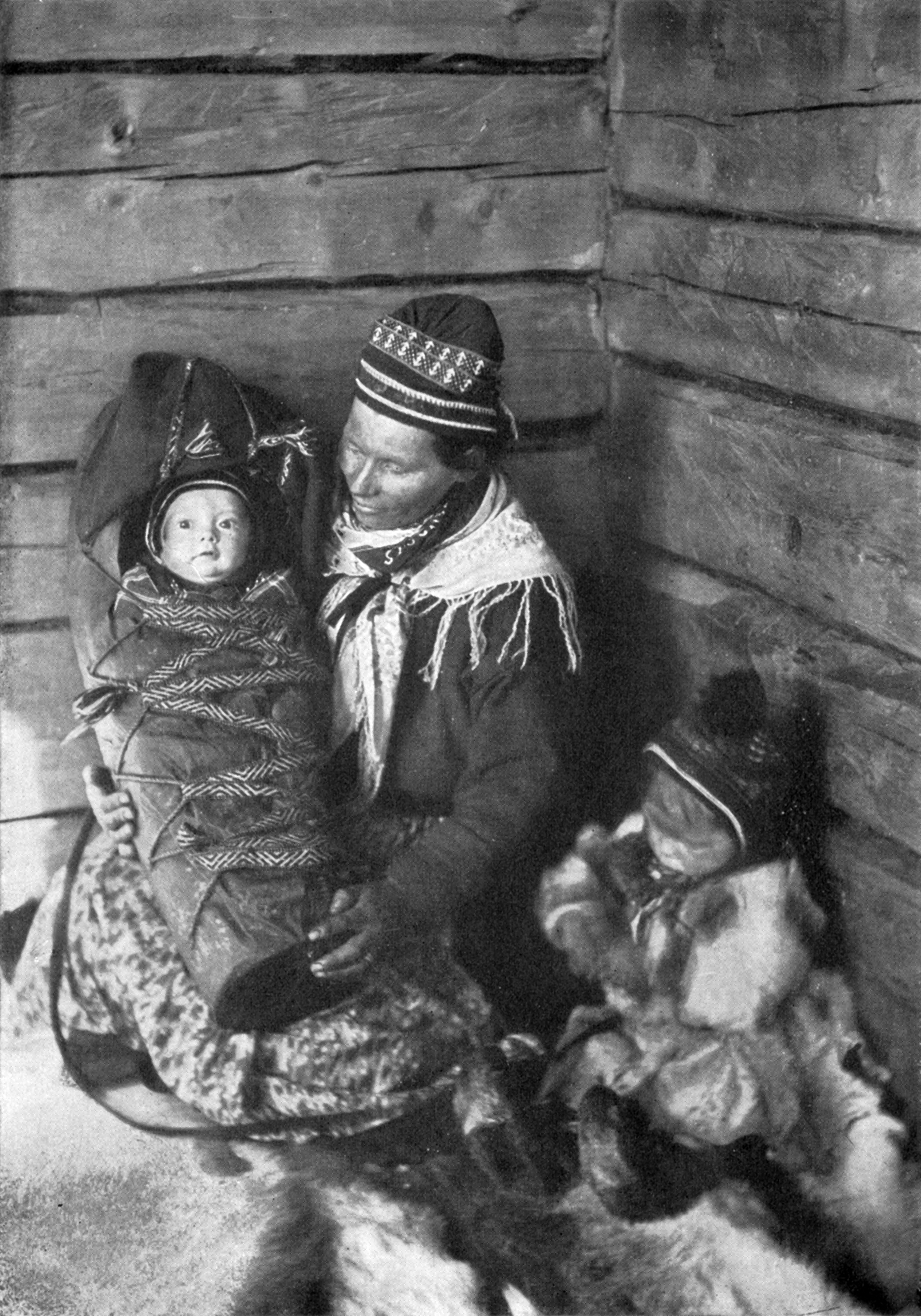
Samische Mutter mit Säugling in der Komse, 1917